# Cascadas Derna
Cascadas Derna (en árabe: شلال درنة) es una cascada de agua fresca en las montañas de Yebel Ajdar en el curso del uadi Derna, al sur de la ciudad de Derna, en el norte de la región Cirenaica al este del país africano de Libia.
Las cataratas tienen una caída de unos 20 metros (70 pies). Ellas se encuentran a unos 7 km (4,3 millas) del centro de Derna, en el distrito del mismo nombre.